# 不時着 (椿屋四重奏の曲)
「不時着」（ふじちゃく）は、日本のバンド椿屋四重奏の6枚目のシングルである。2008年1月23日発売。発売元はワーナーミュージック・ジャパン。

## 概要
- アルバム「TOKYO CITY RHAPSODY」からの先行シングル。
- PV監督は松本剛。
- ギターの安高拓郎が脱退する前の最後のシングルとなった。

## 収録曲
全作詞・作曲・編曲:Yuji Nakada
1. 不時着 (6:01)
2. パニック (4:05)
3. 成れの果て [2007.10.21 live at Heaven's Rock Saitama-Shintoshin] (3:48)
4. 不時着 [Instrumental] (5:58)

## 収録アルバム
- オリジナル『TOKYO CITY RHAPSODY』（2008年2月6日）